# Brunings (geslacht)
De familie Brunings is een van oorsprong Duitse domineesfamilie oorspronkelijk uit Bremen met Nederlandse waterbouwkundige ingenieurs. In onderstaande stamboom zijn de predikanten geel en de waterbouwkundigen blauw.
|                              |                              |                              |                              |                              |                              |  |  | ChristIan (1669-????)  |                        |                        |                        |                           |                           |                           |                           |                                 |                                 |                                 |                                 |                                 |                                 |                        |                        |                        |                        |  |  |  |  |  |  |  |  |  |  |  |  |  |  |  |  |  |  |  |  |
|                              |                              |                              |                              |                              |                              |  |  |                        |                        |                        |                        |                           |                           |                           |                           |                                 |                                 |                                 |                                 |                                 |                                 |                        |                        |                        |                        |  |  |  |  |  |  |  |  |  |  |  |  |  |  |  |  |  |  |  |  |
|                              |                              |                              |                              |                              |                              |  |  |                        |                        |                        |                        |                           |                           |                           |                           |                                 |                                 |                                 |                                 |                                 |                                 |                        |                        |                        |                        |  |  |  |  |  |  |  |  |  |  |  |  |  |  |  |  |  |  |  |  |
| Hermann (1708-1777)          | Hermann (1708-1777)          | Hermann (1708-1777)          | Hermann (1708-1777)          | Hermann (1708-1777)          | Hermann (1708-1777)          |  |  | David (1705-1741)      | David (1705-1741)      | David (1705-1741)      | David (1705-1741)      | David (1705-1741)         | David (1705-1741)         |                           |                           | Heinrich Christian (1706-1763)  | Heinrich Christian (1706-1763)  | Heinrich Christian (1706-1763)  | Heinrich Christian (1706-1763)  | Heinrich Christian (1706-1763)  | Heinrich Christian (1706-1763)  |                        |                        |                        |                        |  |  |  |  |  |  |  |  |  |  |  |  |  |  |  |  |  |  |  |  |
| Hermann (1708-1777)          | Hermann (1708-1777)          | Hermann (1708-1777)          | Hermann (1708-1777)          | Hermann (1708-1777)          | Hermann (1708-1777)          |  |  | David (1705-1741)      | David (1705-1741)      | David (1705-1741)      | David (1705-1741)      | David (1705-1741)         | David (1705-1741)         |                           |                           | Heinrich Christian (1706-1763)  | Heinrich Christian (1706-1763)  | Heinrich Christian (1706-1763)  | Heinrich Christian (1706-1763)  | Heinrich Christian (1706-1763)  | Heinrich Christian (1706-1763)  |                        |                        |                        |                        |  |  |  |  |  |  |  |  |  |  |  |  |  |  |  |  |  |  |  |  |
| Christiaan Jacob (1737-1794) | Christiaan Jacob (1737-1794) | Christiaan Jacob (1737-1794) | Christiaan Jacob (1737-1794) | Christiaan Jacob (1737-1794) | Christiaan Jacob (1737-1794) |  |  | Christiaan (1736-1805) | Christiaan (1736-1805) | Christiaan (1736-1805) | Christiaan (1736-1805) | Christiaan (1736-1805)    | Christiaan (1736-1805)    |                           |                           | Gottfried Christian (1727-1793) | Gottfried Christian (1727-1793) | Gottfried Christian (1727-1793) | Gottfried Christian (1727-1793) | Gottfried Christian (1727-1793) | Gottfried Christian (1727-1793) |                        |                        |                        |                        |  |  |  |  |  |  |  |  |  |  |  |  |  |  |  |  |  |  |  |  |
| Christiaan Jacob (1737-1794) | Christiaan Jacob (1737-1794) | Christiaan Jacob (1737-1794) | Christiaan Jacob (1737-1794) | Christiaan Jacob (1737-1794) | Christiaan Jacob (1737-1794) |  |  | Christiaan (1736-1805) | Christiaan (1736-1805) | Christiaan (1736-1805) | Christiaan (1736-1805) | Christiaan (1736-1805)    | Christiaan (1736-1805)    |                           |                           | Gottfried Christian (1727-1793) | Gottfried Christian (1727-1793) | Gottfried Christian (1727-1793) | Gottfried Christian (1727-1793) | Gottfried Christian (1727-1793) | Gottfried Christian (1727-1793) |                        |                        |                        |                        |  |  |  |  |  |  |  |  |  |  |  |  |  |  |  |  |  |  |  |  |
|                              |                              |                              |                              |                              |                              |  |  |                        |                        |                        |                        |                           |                           |                           |                           |                                 |                                 |                                 |                                 |                                 |                                 |                        |                        |                        |                        |  |  |  |  |  |  |  |  |  |  |  |  |  |  |  |  |  |  |  |  |
|                              |                              |                              |                              |                              |                              |  |  |                        |                        |                        |                        | Conrad Ludwig (1775-1816) | Conrad Ludwig (1775-1816) | Conrad Ludwig (1775-1816) | Conrad Ludwig (1775-1816) | Conrad Ludwig (1775-1816)       | Conrad Ludwig (1775-1816)       |                                 |                                 | Christiaan (1765-1826)          | Christiaan (1765-1826)          | Christiaan (1765-1826) | Christiaan (1765-1826) | Christiaan (1765-1826) | Christiaan (1765-1826) |  |  |  |  |  |  |  |  |  |  |  |  |  |  |  |  |  |  |  |  |
|                              |                              |                              |                              |                              |                              |  |  |                        |                        |                        |                        | Conrad Ludwig (1775-1816) | Conrad Ludwig (1775-1816) | Conrad Ludwig (1775-1816) | Conrad Ludwig (1775-1816) | Conrad Ludwig (1775-1816)       | Conrad Ludwig (1775-1816)       |                                 |                                 | Christiaan (1765-1826)          | Christiaan (1765-1826)          | Christiaan (1765-1826) | Christiaan (1765-1826) | Christiaan (1765-1826) | Christiaan (1765-1826) |  |  |  |  |  |  |  |  |  |  |  |  |  |  |  |  |  |  |  |  |
|                              |                              |                              |                              |                              |                              |  |  |                        |                        |                        |                        | Christiaan (1810-1873)    |                           |                           |                           |                                 |                                 |                                 |                                 |                                 |                                 |                        |                        |                        |                        |  |  |  |  |  |  |  |  |  |  |  |  |  |  |  |  |  |  |  |  |
|                              |                              |                              |                              |                              |                              |  |  |                        |                        |                        |                        |                           |                           |                           |                           |                                 |                                 |                                 |                                 |                                 |                                 |                        |                        |                        |                        |  |  |  |  |  |  |  |  |  |  |  |  |  |  |  |  |  |  |  |  |
|                              |                              |                              |                              |                              |                              |  |  |                        |                        |                        |                        | Conrad Ludwig (1849-1939) |                           |                           |                           |                                 |                                 |                                 |                                 |                                 |                                 |                        |                        |                        |                        |  |  |  |  |  |  |  |  |  |  |  |  |  |  |  |  |  |  |  |  |

| voornamen           | jaren     | extra info |
| ------------------- | --------- | --- |
| Christian           | 1669-???? | Koopman in Bremen, vermoedelijk op latere leeftijd theologie gaan studeren in Heidelberg en daar ook hoogleraar geworden |
| Heinrich Christian  | 1706-1763 | Hoogleraar theologie aan de Universiteit van Heidelberg |
| Hermann             | 1708-1777 | Geboren in Bremen, predikant in Ooij & Persingen, Hasselt en Drachten |
| David               | 1705-1741 | Geboren in Bremen, predikant in Flosheim en Neckerau, later beroepen als predikant in Amsterdam. Is gehuwd met Elisabeth Margaretha Six, telg uit het bekende Amsterdamse patriciërsgeslacht. Werd er van beschuldigd om een relatie met de Hernhutters te hebben. |
| Gottfried Christian | 1727-1793 | Hofprediker te Homburg vor der Höhe, hij was ook pedagoog die zich intensief bezig hield met de opleiding van leraren (met aandacht voor lessen in theologie en in de Duitse taal)                                                                                 |
| Christiaan          | 1736-1805 | Waterbouwkundige, grondlegger van Rijkswaterstaat |
| Christiaan Jacob    | 1737-1749 | studeert ook in Heidelberg, wordt predikant in Goingarijp bij Joure, en later ook in Herwen |
| Christiaan          | 1756-1826 | Waterbouwkundige |
| Conrad Ludwig       | 1775-1816 | Waterbouwkundige, diende onder Jan Blanken |
| Christiaan          | 1810-1873 | waterbouwkundige |
| Conrad Ludwig       | 1849-1930 | Chemicus, directeur van de suikerfabriek in Halfweg |